# 兵庫県道325号切畑多田院線
兵庫県道325号切畑多田院線（ひょうごけんどう325ごう きりはたただいんせん）は、兵庫県宝塚市から川西市に至る一般県道である。

## 概要
宝塚市切畑から川西市多田院西2丁目に至る。

### 路線データ
- 起点：宝塚市切畑（兵庫県道33号塩瀬宝塚線交点）
- 終点：川西市多田院西2丁目（多田大橋交差点、兵庫県道130号多田停車場多田院線終点）
- 総延長：約5.4 km

## 路線状況
川西市多田院から宝塚市切畑の長尾山トンネル道路接続部までは、幅員が狭く、普通車も1台がやっと通れるほどで、大型車は通行不可能である。ただ、2012年（平成24年）時点では川西市芋生・若宮地内については道幅が拡大された箇所もあり、要所要所ではすれ違いも可能になっている。
長尾山トンネル道路接続部から阪急田園バス鳥ヶ脇バス停（兵庫県道33号塩瀬宝塚線との交差点・信号機なし）までは、長尾山トンネル開通時に改良され、道幅も広く、快適なドライブコースになっている。

## 地理

### 通過する自治体
- 宝塚市
- 川西市

### 交差する道路
| 交差する道路                    | 市町村名 | 交差する場所  | 交差する場所          |
| ------------------------------- | -------- | ------------- | --------------------- |
| 兵庫県道33号塩瀬宝塚線          | 宝塚市   | 切畑          | 起点                  |
| 兵庫県道12号川西篠山線          | 川西市   | けやき坂1丁目 | [ 注釈 1 ]            |
| 兵庫県道130号多田停車場多田院線 | 川西市   | 多田院西2丁目 | 多田大橋交差点 / 終点 |

### 沿線
- 大宝塚ゴルフクラブ
- 猪名川